# Štefan Nemanja
Štefan Nemanja (srbsko Стефан Немања, Stefan Nemanja) je bil od leta 1166 do 1196 veliki župan (knez) srbske velike kneževine Raške, * okoli 1113, Ribnica, Zeta, 13. februar 1199, Hilandar, Grčija. 
Bil je član dinastije Vukanović in ustanovitelj  dinastije Nemanjić, ki je  veliko prispeval k srbski kulturi in zgodovini. Ustanovil je državo, ki se je kasneje razvila v Srbsko cesarstvo, in srbsko nacionalno Cerkev. Po mnenju Srbske akademije znanosti in umetnosti je zaradi svojih knjižnih del in donacij eden od najznamenitejših Srbov.
Leta 1196 je po treh desetletjih vojskovanja in pogajanj utrdil srbsko državo, da se je izvila tako iz zahodnih kot vzhodnih interesnih sfer, in se nato umaknil s prestola v korist svojega srednjega sina Štefana Nemanjića, ki je postal prvi kralj Srbije. Po odstopu je odšel na goro Atos in kot Simeon vstopil v samostan Vatoped. Njegov najmlajši sin, kasneje znan kot Sveti Sava, je takrat že bil prvi nadškof Srbske pravoslavne cerkve.
Simeon in Sava sta leta 1198-1199 obnovila atoški samostan Hilandar in izdala Hilandarsko listino. Hilandar je kasneje postal zibelka Srbske pravoslavne cerkve, ki je Stefana Nemanjo kmalu po njegovi smrti po več čudežih razglasila za svetnika z imenom Sveti Simeon Mirotočni (srbsko Свети Симеон Мироточиви). 

## Zgodnja mladost
Nemanja je bil rojen okoli leta 1113 v Ribnici, Zeta, nedaleč od sedanje Podgorice, Črna gora. Bil je najmlajši sin zahumskega kneza Zavida, ki je bil po sporu z brati z naslovom gospodar poslan v Ribnico. Zavida (Beli Uroš) je bil najverjetneje sin Uroša I. ali Vukana. Ker je bila zahodna Zeta takrat pod rimskokatoliško jurisdikcijo, je Nemanja prejel latinski krst, kasneje pa je nihal med katoliško in pravoslavno obliko krščanstva.
Po porazu Nemanjevih sorodnikov Đorđa Dukljanskega in Dese Uroševića v vojni z Bizantinskim cesarstvom je njuna veja rodbine  Vojislavljević oslabela in Zavida se je svojo družino preselil na svoje nasledstvene posesti v Raški. Nemanja se je po prihodu v raško prestolnico Ras v škofijski cerkvi apostolov Petra in Pavla prekrstil v pravoslavno vero.

## Knez
Ko je Nemanja odrasel, je postal "župan (knez) Ibarja,  Toplice, Rasine in Reke" in od bizantinskega cesarja Manuela I. Komnena (vladal 1143–1180) dobil del bizantinskega ozemlja (česti). Cesar je Nemanjevega najstarejšega brata Tihomirja imenoval za "velikega kneza srbskih dežel", brata Stracimirja pa za vladarja Zahodne Morave, Miroslava pa za vladarja Zahumja in Travunije.
Leta 1163 je Manuel I. Tihomirja  imenoval za "velikega župana Raške", kar je Nemanjo zelo razočaralo, ker je pričakoval, da bo za velikega kneza imenovan on sam. Nemanja se je s cesarjem Manuelom I. srečal leta 1162 v Nišu, kjer je od cesarja dobil pokrajino Dubočica in razglasitev za neodvisnega vladarja. Cesar mu je podelil visok dvorni naslov, ker mu je bilo veliko do tega, da v obmejnih delih cesarstva vladajo njemu zvesti vladarji. Nemanjevi srbski vojaški oddelki so se na cesarjevi strani bojevali v Sremu v vojni proti Ogrskemu kraljestvu. Nemanja je vladal neodvisno in brez Tihomirjeve odobritve zgradil samostan sv. Nikolaja v Kuršumliji in samostan Svete matere Božje pri Kosanica-Toplici. Bratje so ga zatem povabili na zbor v Ras, domnevno zato, da bi razčistili medsebojne odnose, vendar so ga namesto tega zaprli v bližnjo jamo. Nemanjevi pristaši so cerkvenim voditeljem svetovali, naj razglasijo, da ga je Tihomir zaprl zato, ker ni odobraval gradnje cerkva. Zapor je Nemanji kasneje zelo pripomogel k njegovi karieri. Ena od legend pravi, da  ga je iz jame osvobodil sam sv. Jurij.
Leta 1166-1168 se je uprl bratu Tihomirju in ga skupaj z bratoma Miroslavom in Stracimirjem odstavil. Bizantinski cesar je za Tihomirja zbral grške, frankovske in turške najemnike, ki jih je Nemanja v bitki pri Pantinu južno od Zvečana porazil. Tihomir je utonil v reki Sitnici, brata pa sta se vdala. Nemanja jima je dovolil, da še naprej vladata v svojih domenah. Nemanja je privzel naslov "veliki župan cele Srbije" in ime Stefan (iz grškega stefanos – kronani). Poročil se je s srbsko plemkinjo Ano, s katero je imel sinove Vukana, Štefana in Rastka in tri hčerke.

## Veliki knez
Stefan Nemanja je leta 1171 v Rasu zgradil Jurijevi stebri. Po legendi jo je zgradil v zahvalo sv. Juriju, ker ga je osvobodil iz jame, v katero so ga zaprli bratje, in mu pomagal priti na oblast. 
Leta 1171 se je v sporu med Beneško republiko in Bizantinskim cesarstvom postavil na beneško stran in z njeno pomočjo dosegel popolno neodvisnost od Bizantincev. Nemanja se je pridružil Benečanom v napadu na Kotor. Nemško ladjevje, ki naj bi v Kotorju zamenjalo beneško, je septembra 1171 osvojilo Dubrovnik. Nemanja je sklenil zavezništvo tudi z Ogrskim kraljestvom in verjetno z Vojvodino Avstrijo in leta 1172  poslal svojo vojsko v dolino Morave, da bi prekinila bizantinske komunikacije med Nišem in Beogradom in zanetila upor med lokalnimi Srbi v Ravnu. Srbi iz Ravna saškemu kralju Henriku Levu niso dovolili prehoda in organizirali napad na nemški tabor in nato še na Nemanjo. 
Leta 1172 je protibizantinska koalicija Ogrskega kraljestva, Beneške republike in Svetege rimskega cesarstva, kateri se je priključil Nemanja, razpadla. Benetke so se soočale z uporom in izbruhom kuge, ki je opustošila njihovo ladjevje, na Ogrskem pa je umrl kralj Štefan IV. Ogrski, katerega je nasledil probizantinski naslednik Bela III. Bizantinski cesar Manuel I. Komnen je organiziral vojni pohod, v kateremu je bil Nemanjev poraz neizbežen. Nemanja se je zato sklenil pogajati in se sestal s cesarjem v Nišu. Na pogajanja je prišel gologlav in bosonog in s povodcem okoli vratu, tako kot Reginald Chatillonski, ki se je trinajst let pred razglasil za kneza Antiohije in na ta način dosegel ponovno postavitev na oblast. Nemanjo so kljub temu, da se je ponižal in prisegel cesarju zvestobo,  aretirali in odpeljali v Konstantinopel. Tam so ga kot poraženega barbara v triumfalnem sprevodu vodili po mestu. Kasneje mu je cesar po prisegi, da ga ne bo nikoli več napadel, vrnil oblast in mu podelil dedni naslov "veliki župan srbskih dežel".
Štefan Nemanja je prisilil svoja brata Stracimirja iz Zahodne Moravske in Miroslava  iz Zahumja in Lima, da sta v zameno za odpuščanje priznala njegovo nadoblast. Tihomirjevega sina Stefana Prvoslava je prisilil, da se je odrekel zahtevi po prestolu. Nemanjeva vojska je na cesarjevo zahtevo samo enkrat sodelovala v spopadu v Mali Aziji. 
Nemanja se je v naslednjem desetletju ukvarjal predvsem z zatiranjem bogomilstva, ki se je širilo iz Bolgarije, in utrjevanju pravoslavja. Sežgal je vse  bogomilske knjige in zasegel premoženje bogomilov. Nekaj bogomilov je sežgal na grmadi, druge pa izgnal. Večina izgnancev je odšla v Bosno pod zaščito bana Kulina.  Nemanja je do konca svoje vladavine popolnoma izkoreninil bogomilstvo. Njemu navkljub je knez Stracimir v svoji prestolnici Moravski Grac (sedanji Čačak) zgradil samostan Matere Božje, knez Miroslav pa samostan Svetega Petra na Limu. Miroslav se je celo poročil s sestro Kulina Bana in povezal vladajoči dinastiji.

### Smrt Manuela I. Komnena
Po smrti cesarja Manuela I. Komnena leta 1180  je bil Štefan Nemanja prepričan, da so njegove obveznosti do Bizantincev  prenehale, ker je zvestobo prisegel cesarju in ne cesarstvu. Izkoristil je krizo v Bizantinskem cesarstvu in to omogočil tudi bratoma. Brat Miroslav je zaščitil neretvansko družino Kačić, ki je oropala in umorila splitskega škofa Rainerja (Arnerija). Papež je od kneza  zahteval, da se morilci usmrtijo in plen vrne, kar je Miroslav zavrnil, škofa pa izgnal v Ston. Papež je Miroslava izobčil, zato je Miroslav zasegel opuščene cerkvene zgradbe v okolici Stona.
Štefan Nemanja je leta 1183 sklenil novo zavezništvo, tokrat z Belo III. Ogrskim in vdrl na bizantinsko ozemlje. Tisto leto je bizantinski prestol zasedel Andronik I. Komnen, ki ga niso priznali. Pokol Latincev v Konstantinoplu aprila 1182 je razvnel že tako ali tako napeto stanje v mestu. Nemanji se je pridružil ban Kulin. Bizantinskim silam na vzhodni srbski meji sta poveljevala Aleksej Vrana in Andronik Lapard. Med njima so se vneli spopadi, ker je Vrana podpiral novega cesarja, Lapard pa ne. Ogrsko-srbska vojska je oslabljeno bizantinsko  vojsko izgnala iz doline Morave in jo zasledovala vse do Sofije. Na poti je opustošila Beograd, Braničevo, Ravno in Niš. Ogri so se kmalu zatem umaknili, Nemanja pa je nadaljeval pohod čez zahodno Bolgarijo. 
Leta 1184 je knez Miroslav poskušal osvojiti izgubljena otoka Korčula in Vis, vendar so Dubrovčani 18. avgusta pri Poljicah blizu Koločepa uničili njegovo ladjevje. Miroslav je bil prisiljen z Dubrovniško republiko podpisati mirovni sporazum. Brat  Stracimir se za poraz ni zmenil in sklenil naslednje leto z dukeljskim ladjevjem napasti Korčulo. Med zbiranjem ladij se je premislil in se pridružil Miroslavovim poskusom sklenitve miru, ker so Bizantinci medtem izvedli protinapad na Srbijo. Bizantinsko ofenzivo je preprečil upor Bolgarov v Donavski regiji. Nemanja je izkoristil zapleteno stanje v Bizantinskem cesarstvu in osvojil Timoško krajino z Nišem in izropal Svrljig, Ravno in Koželj. Osvojeni Niš je postal Nemanjeva prestolnica in baza za vojne operacije.

### Tretja križarska vojna
Leta 1188 je Štefan Nemanja poslal k cesarju Frideriku I. Barbarossi delegacijo z vabilom, da se lahko na svojem križarskem pohodu v Sveto deželo ustavi v Srbiji. Sveti rimski cesar je z vojsko 100.000 križarjev prišel 27. julija 1189 v Niš, kjer sta ga sprejela Nemanja in Stracimir. V Nišu so se dogovorili za poroko hčerke meranskega grofa Bertolda IV. z Miroslavovim sinom Toljenom, kar naj bi utrdilo srbsko-nemške vezi. Nemanja je Barbarossi predlagal, da bi skupaj z Benečani napadli Bizantinsko cesarstvo, vendar je cesar vztrajal pri križarskem pohodu. Barbarossa se je zavedal, da potrebuje bizantinsko pomoč pri prevozu vojske in Evrope v Malo Azijo, ko so Bizantinci ustavili njegovo vojsko pred njeno naslednjo postajo Sofijo, pa je načrte spremenil. Bizantinski napadi na njegovo vojsko so postali tako agresivni, da je začel načrtovati napad na Konstantinopel. Nemanja mu je za podporo ponudil 20.000 mož in Bolgari več kot 40.000. Nemanja je kljub temu, da je bil v 70. letih, spremljal križarsko vojsko do meje na Trajanovih vratih. Medtem ko so se Nemanjevi odposlanci pogajali z Barbarossovim pooblačencem Bertoldom, je Namanja zasedel Pernik, Zemen, Velbužd, Žitomisk, Stobi, Prizren in ostali del Kosova in Metohije in celo Skopje. Barbarossa ni nikoli izkoristil zavezništva z Nemanjem in 14. februarja 1190 v Odrinu sklenil mirovni sporazum z Bizantinskim cesarstvom.

### Konflikt z Bizantinci in nasledstva
Leta 1190 ne novi bizantinski cesar Izak II. Angel zbral veliko in izkušeno vojsko, da bi napadel Nemanjo. Isto leto je Nemanja končal gradnjo mogočne cerkve Device Marije v samostanu Studenica.  Zgrajena je bila iz belega marmorja in kasneje postala simbol dinastije Nemanjić. Leta 1190 je v visoki starosti umrl Nemanjev brat Miroslav, zato je Nemanja za novega kneza Zahumja in Stona začasno imenoval  svojega pobožnega najmlajšega sina Rastka. 
Konec leta 1191 je dobro pripravljena bizantinska vojska na čelu s samim cesarjem ob gornjem toku Morave strla Nemanjevo vojsko. Štefan Nemanja se je umaknil v hribe, medtem ko je bizantinska vojska pustošila po dolini Morave. Ko je Nemanjeva vojska začela napadati bizantinsko, se je cesar sklenil pogajati za dokončen mir. Nemanja je prepustil cesarstvu  velik del osvojenih ozemelj vzhodno od Morave in priznal bizantinsko nadoblast, cesar pa ga je priznal za zakonitega velikega kneza. Nemanjev sin štefan se je poročil s cesarjevo hčerko Evdokijo Angelino in dobil naslov sebastokrator, ki so ga dobili samo najožji člani cesarjeve družine.  Da bi ločil Srbe in Bolgare, je cesar obdržal Niš in Ravno in hkrati priznal Nemanji oblast v Zeti (sedanje Kosovo) in Pilotu, ki je pred tem pripadal kneževini Arbanon.
Leta 1192 se je Nemanjev najmlajši sin Rastko umaknil na Atos in kot Sava opravil meniške zaobljube. Njegova odločitev je Nemanjo zelo razžalostila. Za kneza Zahumja je namesto njega imenoval Miroslavovega sina Toljena, ki je ustanovil svojo dinastijo. Srbijo je začel ogrožati njen nekdanji zaveznik kralj Bela III. Ogrski. Njegov vdor  v Srbijo je Nemanja zadržal in ogrsko vojsko leta 1193 potisnil nazaj čez mejo. 
Leta 1195 je bizantinski prestol nasledil Nemanjev svak Aleksej III. Angel. Nemanja, utrujen  od vladanja, je oblast prenesel na najstarejšega sina Vukana. Pod sinovo absolutno oblast je priključil Zeto s Trebinjem (Travuvnija), Hvosno (Metohija) in svojo prestolnico Toplico.

## Abdikacija in meniško življenje
25. marca 1196 je štefan Nemanja sklical skupščino v Rasu, kjer je uradno abdiciral v korist svojega srednjega sina štefana in mu prepustil vse svoje posvetne posesti. Eden od razlogov, da je izbral prav njega in ne najstarejšega sina Vukana, je bila štefanov zakon z bizantinsko princeso Evdokijo. Vukan se je na očetovo odločitev v znak protesta razglasil za kralja Duklje. 
Nemanja in soproga Ana  sta meniške zaobljube opravila skupaj v cerkvi sv. Petra in Pavla v Rasu. Preimenoval se je v Simeona, soproga pa v Anastazijo, in se takoj umaknil v samostan Studenica, Ana pa v samostan Kristusove matere v Kuršumliji. Po približno osemnajst mesecih je odpotoval na Atos in se pridružil svojemu sinu Savi (Rastku) v samostanu Vatoped. Leta 1199 sta s sinom obnovila porušeni pravoslavni samostan Hilandar, ki ga je Srbom poklonil bizantinski cesar Aleksej III. Angel. Samostan je postal srce srbske duhovnosti.

## Smrt in zapuščina
Simeon se je pri 86 letih zavedal, da bo kmalu umrl, in prosil, naj ga položijo na rogoznico pred ikono Odigitrijo s kamnom za vzglavje. Umrl je v prisotnosti sina Save in drugih menihov  13. februarja 1200. Pokopan je bil znotraj samostana Hilandar. Njegova zadnja želja je bila, naj Sava njegove posmrtne ostanke prenese v Srbijo, "čez nekaj časa, ko bo Bog to dovolil". Sava je njemu v čast napisal Liturgijo svetega Simeona. 
Sava je leta 1206 njegove posmrtne ostanke prenesel v Srbijo, kjer sta se brata med seboj vojskovala za razdelitev Srbije, ki jo je njun oče z veliko težavo združil. Brata sta se s Savinim posredovanjem spravila. Simeona so ponovno pokopali leta 1207 v samostanu Studenica, ki ga je sam ustanovil. Iz njegovega novega groba se je, po legendi,  začelo cediti sveto olje (mira). Četudi  se čudež v tristo letih ni ponovil, za njegove posmrtne ostanke še danes pravijo, da  oddajajo "prijeten vonj po vijolicah". Zaradi tega in številnih drugih čudežev, ga je Srbska pravoslavna cerkev leta 1200 kanonizirala n za njegov praznik določila   26. februar (po starem koledarju 13. februar). Kult svetega Simeona je pomagal utrditi srbsko nacionalno identiteto in je še živ v samostanu Studenica in na gori Atos.

## Ime in naslov
Za Štefana Nemanjo so se uporabljala različna imena, med njimi Štefan I. in latinsko  Stefanus Nemania.  Po vstopu v samostan se omenja kot menih Simeon. Po smrti in kanonizaciji je postal sv. Simeon Mirotočni, ker je iz njegovega groba curljalo sveto olje. Njegov sin in naslednik Štefan Prvovenčani (Prvokronani) ga je imenoval Zbiralec izgubljenih koščkov dežele njegovih dedov in njihov sestavljavec. Njegov drugi sin, Sava, ga je imenoval Naš gospod in avtokrat in vladar cele  srbske  države. Sinova sta vpeljala kult svojega očeta in s tem ustvarila idealno sliko vladarja-svetnika brez primere v Bizantinskem cesarstvu.

## Družina
Nemanja je bil poročen s srbsko plemkinjo Ano, s katero sta imela tri sinove in tri hčerke.
- Vukan Nemanjić – knez Duklje in nekaj časa veliki knez Srbije (1202-1204)
- Stefan Nemanjić – Nemanjev naslednik, prvi kralj veh srbskih dežel (1196–1228)
- Rastko Nemanjić (Sveti Sava) (1171–1236) – prvi nadškof in prvi svetnik Srbske pravoslavne cerkve
- Jefimija – poročena z Manuelom Komnenom Dukasom, regentom Soluna  (umrl 1241)[13][14]
- neimenovana hčerka, poročena z bolgarskim plemičem Tihomirjem Asenom, mati bolgarskega cesarja Konstantina Tiha  (vladal 1257–1277)
- morda Elena-Evgenija, žena bolgarskega cesarja Ivana Asena I.

## Fundacije
Štefan Nemanja je ustanovil, obnovil in ponovno zgradil več samostanov in ustanovil raško šolo arhitekture, ki je delovala od leta 1170 do 1300.
- samostan sv. Nikolaja v Kuršumlija
- samostan sv. Matere Božje med Kosanico in Toplico
- samostan Jurijevi stebri  v Rasu, 1171
- samostan brezmadežne Svete device dobrotnice, Studenica, 1190
- cerkev Svete matere Božje na sotočju Mistrice in Lima
- samostan sv. Nikolaja v Kaznovićih/Končuklju na Ibarju
- ženski samostan Matere Kristusove v Rasu

### Obnove
- samostan Hilandar na Atosu, 1199
- samostan sv. Nadangela Mihaela v Skopju
- samostan sv. Patelejmona v Nišu

### Donacije
- cerkev Gosopda, Božjega groba in Kristusovega vstajenja v Jeruzalemu
- cerkev sv. Janeza Predtekača v Jeruzalemu
- cerkev sv. Teodozija v Betlehemski puščavi
- cerkev sv. Apostolov Petre in Pavla v Rimu
- cerkev sv. Nikolaja v Bariju
- samostan/cerkev Device Evergetide v Konstantinoplu
- samostan/cerkev sv. Dimitrija v Solunu